# Castillo Caulfield

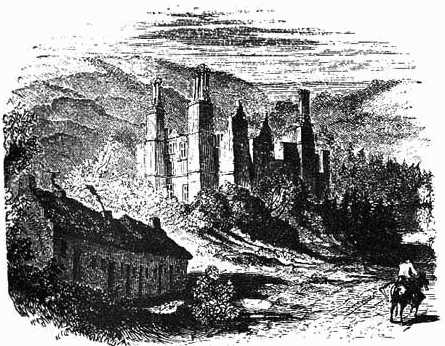
Castillo Caulfield, 1868

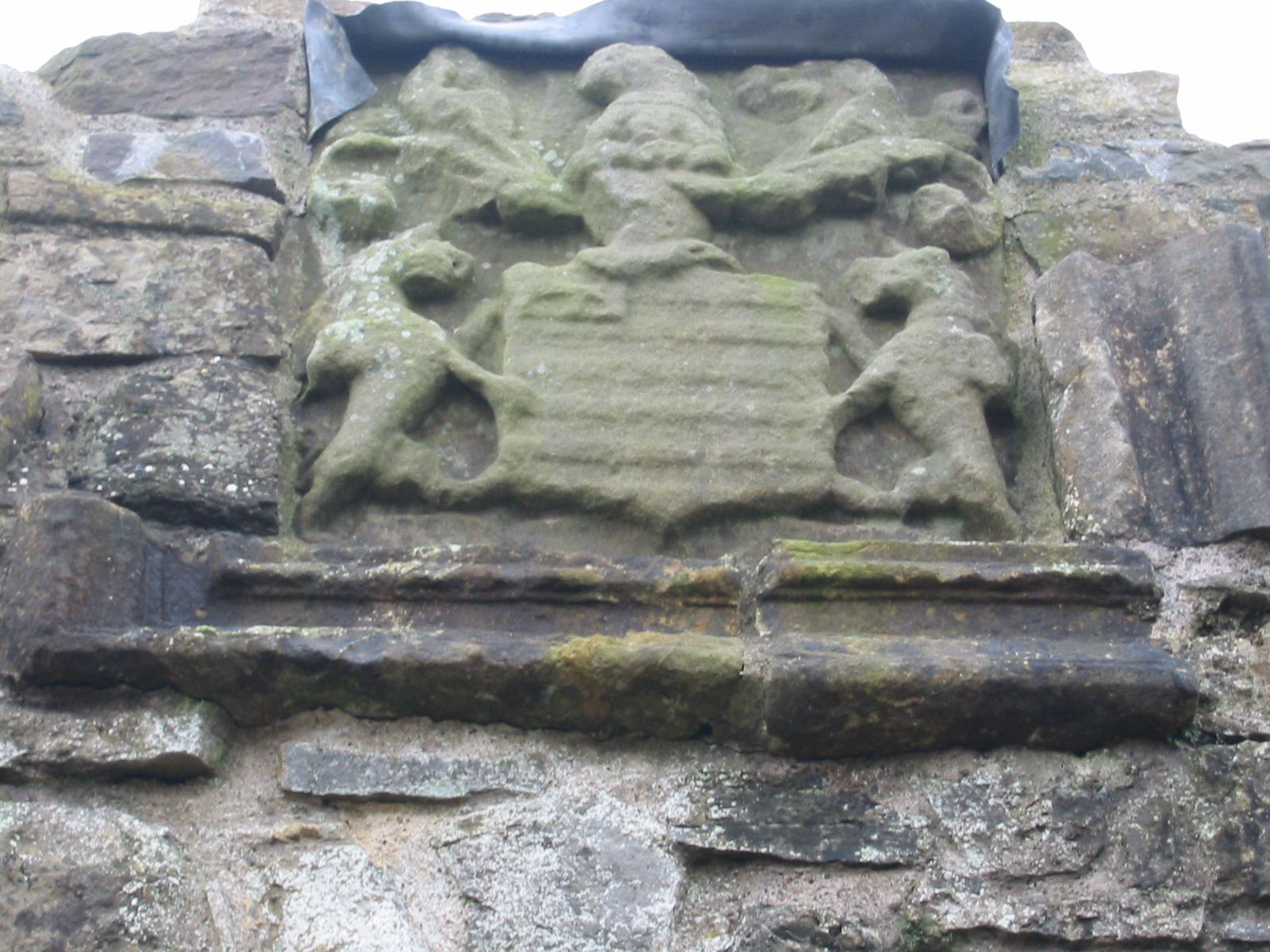
Escudo de Caulfeild

El Castillo Caulfield también conocido con el Castillo Caulfeild es una gran construcción en ruinas en Castlecaulfield, en el condado de Tyrone, en Irlanda del Norte. El edificio tenía tres pisos de altura con áticos, grandes ventanales y chimeneas altas. La forma de las paredes datan del 1282 a través de la dendrocronología y pueden haber pertenecido a un fuerte anterior. Quedan restos de la construcción significativos. La parte más antigua del edificio es la entrada, que tiene puertas al estilo Tudor. El escudo y armas de Caulfeild aparece en la entrada. Fue construido por Sir Toby Caulfeild entre 1611 y 1619 en el sitio del Castillo O´Donnelly anterior. Fue quemado en la Rebelión irlandesa de 1641 pero fue reparado y reocupado por los Caulfeilds hasta los años 1660. Oliver Plunkett dio una misa en el castillo en 1670, pero el castillo estaba en ruinas cuando John Wesley predicó allí en 1767.

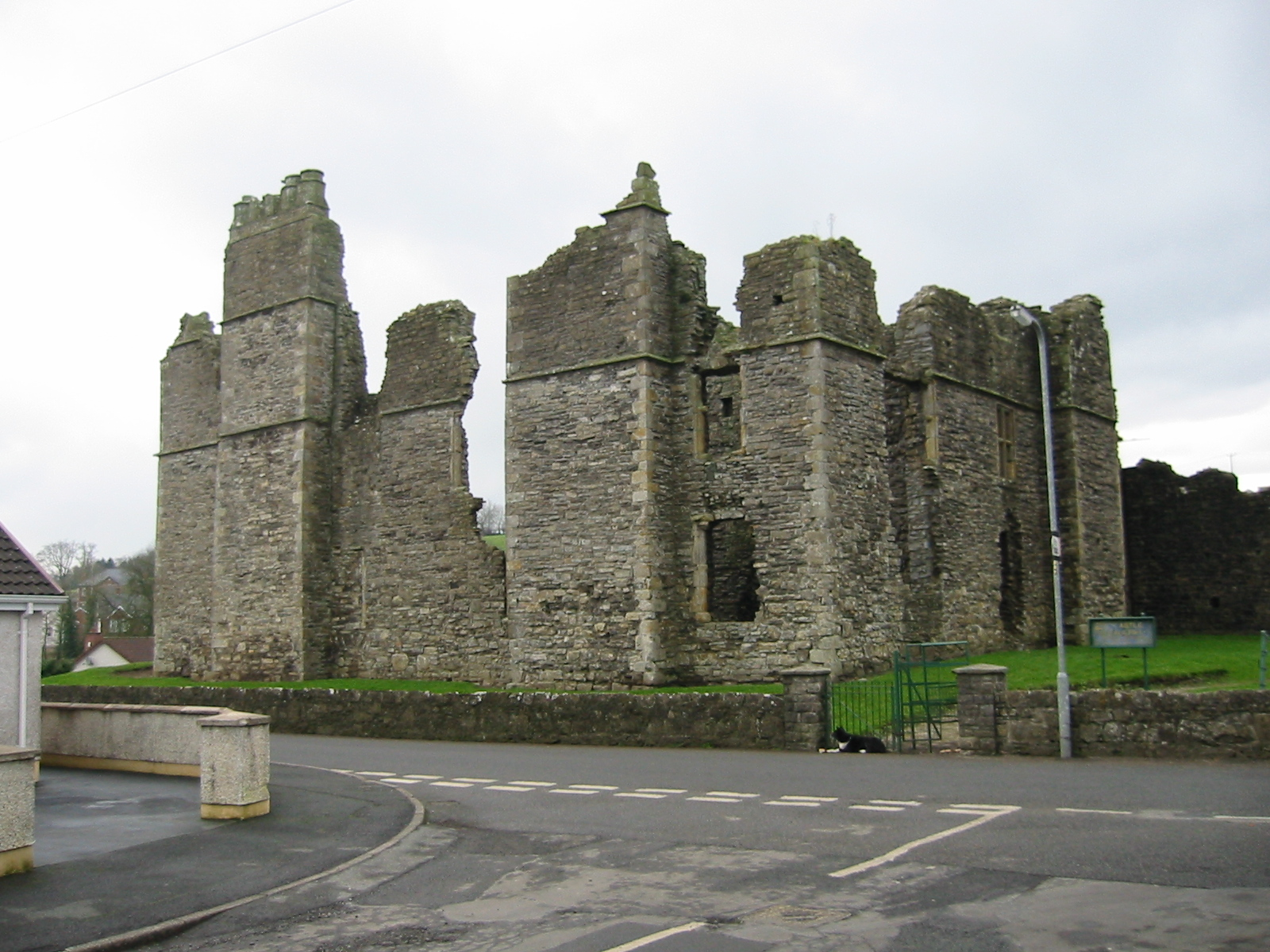
Castle Caulfield, Present Day

Castillo Caulfield, en ruinas, Monumento Histórico Nacional en Lisnamonaghan, en Dungannon, con referencia: H7550 6260.